# Stari Hram (Sarajevo)

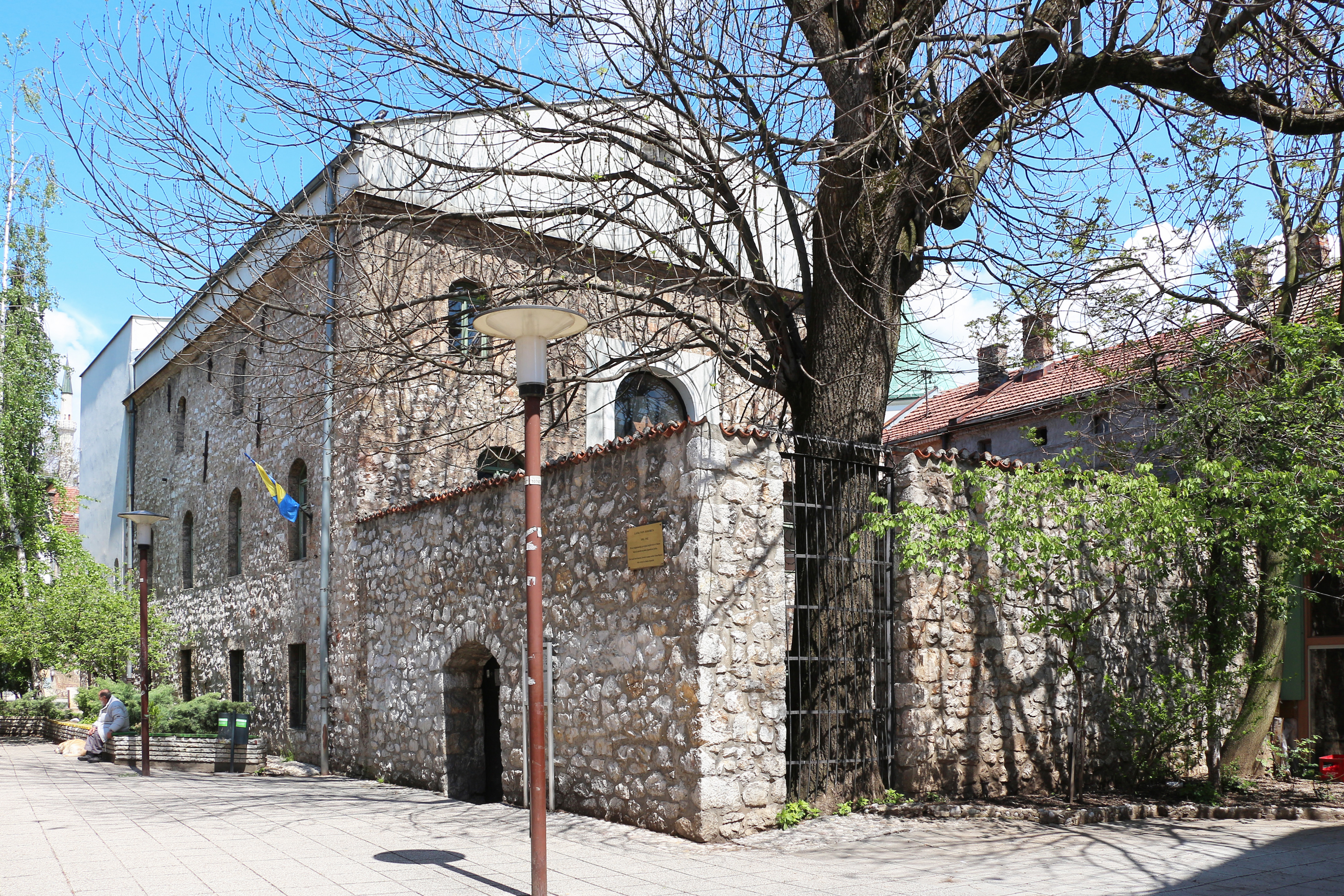
Stari Hram

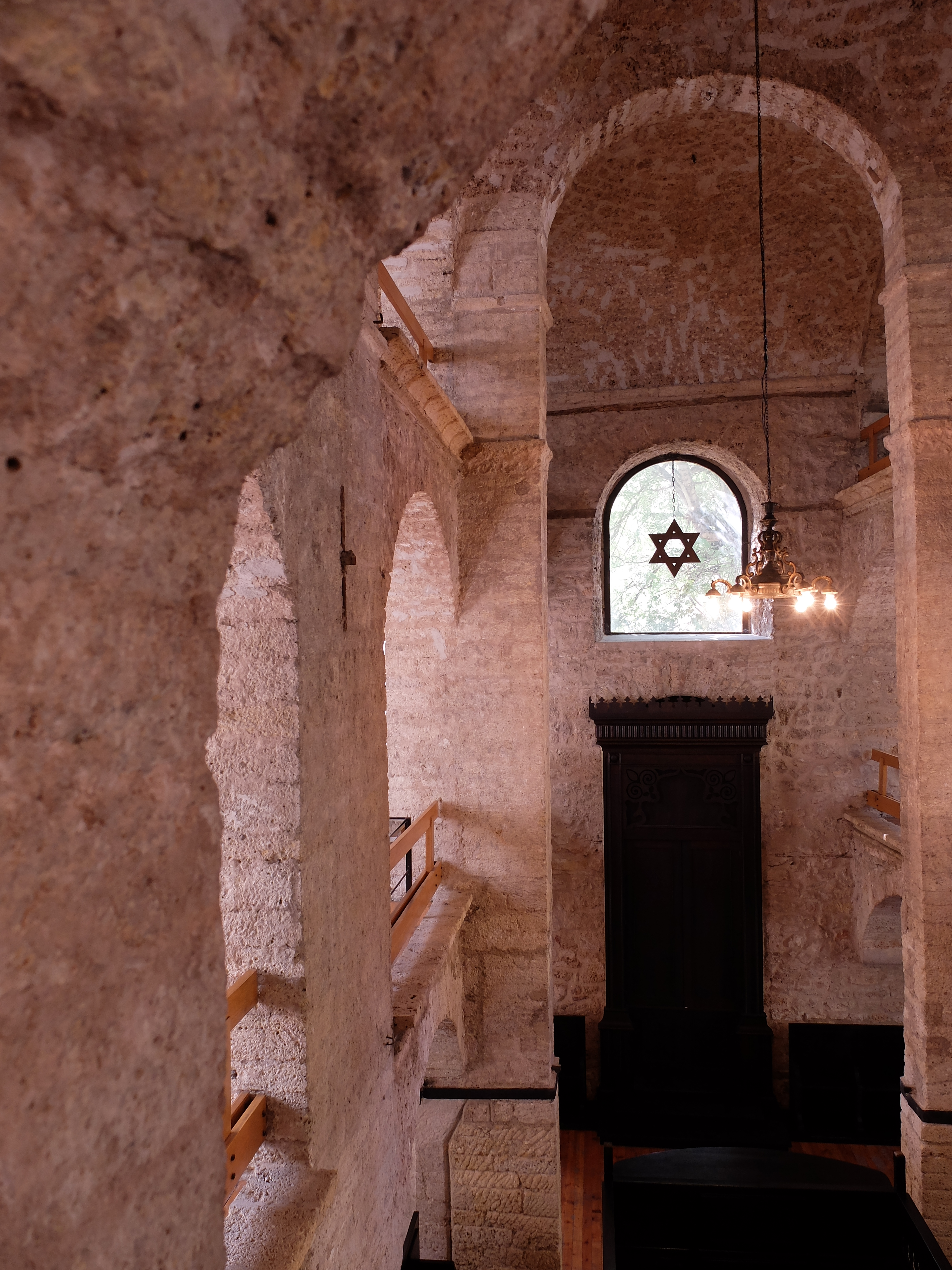
Innenansicht

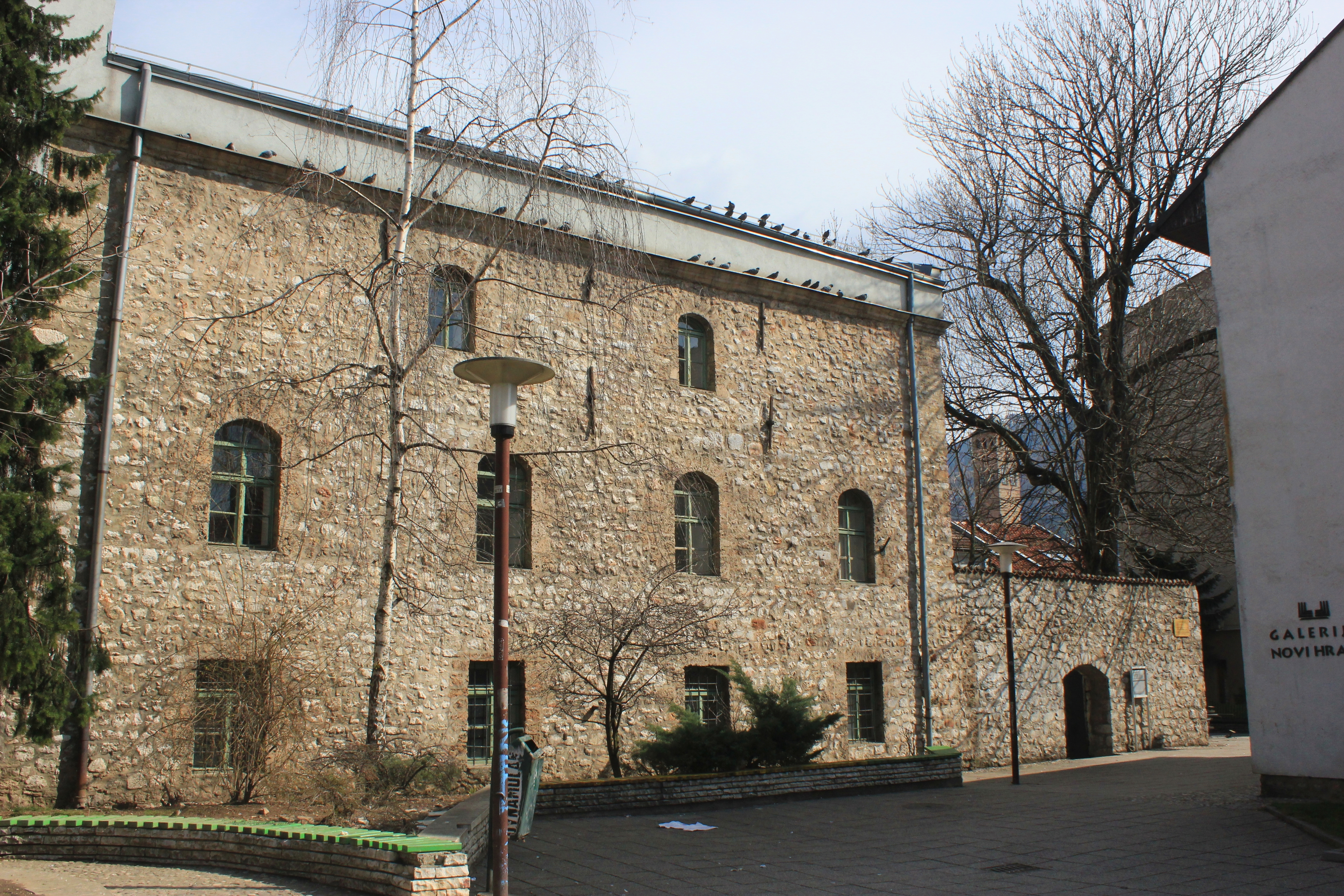
Stari Hram

Der Stari Hram (auch Il Kal vježu – deutsch alter Tempel; zeitweise Il Kal grandi (deutsch großer Tempel) & stara sinagoga (deutsch alte Synagoge)) in Sarajevo ist die älteste Synagoge von Bosnien und Herzegowina. Sie wurde am 7. Oktober 2003 zum nationalen Denkmal erklärt.

## Lage
Die Synagoge befindet sich am Nordrand des Basarviertels Baščaršija in der općina Sarajevo-Stari Grad. Das platzartige Umfeld des Bauwerks wird heute nach der bosnischen Feministin und Schriftstellerin „Velika avlija Laure Papo Bohorete“ (deutsch großer Hof der Laura Papo Bohoreta) genannt. In direkter Nachbarschaft befindet sich an dem Platz mit dem Novi Hram auch der zweite Synagogenbau der Stadtgeschichte. Nördlich des Platzes verläuft die Straße „Mula Mustafe Bašeskije“, östlich des Areals die „Gazi Husrev-begova“. Der südliche Ausgang des Platzes führt zur Hauptgeschäftsstraße „Ferhadija“.

## Geschichte
Durch die Vertreibung der Juden aus Spanien und Portugal in den 1490er Jahren wanderte eine große Zahl ostwärts und fand im Osmanischen Reich eine neue Heimat, da ihnen Sultan Bayezid II. dieselben Rechte wie den Griechen und Armeniern einräumte. Diese Juden nennt man zur Unterscheidung von solchen mittel- und osteuropäischer Herkunft „Sephardim“, in Bosnien aufgrund ihrer Herkunft auch „Spaniolen“. Erste Belege von sephardischen Juden in Sarajevo liefert ein Rechtsstreit aus dem Jahr 1557. Kurz darauf – im Jahr 1565 – sind sie erstmals als Händler belegbar. Sie kamen vermutlich schon früher im Zuge des Wachstums der Stadt im 16. Jahrhundert und erhielten in der 2. Hälfte des 16. Jahrhunderts – unter Beglerbeg Sijavuš Paša, der später dreimal das hohe Amt des Großwesirs ausübte – ein eigenes Viertel, weil die Muslime der Stadt sich über den Lärm und den Umgang mit offenem Feuer beschwerten. Es war aber kein verschlossenes Ghetto, sondern ein durch ein Vakuf finanziertes Großgebäude, ähnlich einer Karawanserei, nur als dauerhafte Bleibe für jüdische Einwohner. Juden lebten später auch in anderen Mahale der Stadt – etwa in Ferhadija, Ćemaluša oder Bjelava – und waren gleichgestellte Mitglieder von Zünften, erhielten besondere Räumlichkeiten in den Hamams und besaßen eigene Geschäfte im Basarviertel. Eine eigene Synagoge erhielt die Gemeinde im Jahr 1581. Ähnlich wie bei den späteren Synagogen der Stadt bezeichnete man sie auf Ladino als „Il Kal“, was über das Wort „Kahal“ vom hebräischen Wort für Gemeinde „Kehillah“ entlehnt ist.
Im Jahr 1697 zerstörte der Angriff von Prinz Eugen von Savoyen das jüdische Stadtviertel erstmals und ein zweites Mal wurde es im Jahr 1788 stark beeinträchtigt. Ein Teil davon – der Sijavuš-pašin han, also das große Wohngebäude – blieb aber offenbar bis 1846 erhalten, vielleicht sogar bis zum großen Stadtbrand von 1879. Trotz dieser Rückschläge wuchs die Gemeinde weiter an und für das Jahr 1779 sind 214 jüdische Haushalte in Sarajevo belegt. Sie betrieben eine eigene Schule und ihre Wirtschaftskraft übertraf bereits im Jahr 1740 die der Serben der Stadt. Die Synagoge wurde 1788 ebenfalls von dem Feuer erfasst und ihr Dach stürzte ein.
Die anfängliche Konzentration auf eine Stadt begründete sich aber nicht nur in der dort vorhandenen jüdischen Infrastruktur, sondern auch in dem Schutzbedürfnis der jüdischen Bevölkerung, denn diese war auch hier vor Übergriffen nicht vollends geschützt und wurde im 18. Jahrhundert häufiger zu Geldzahlungen genötigt. Auch wenn laut dem Kanun-i-raja, also der Gesetzsammlung für die nicht konvertierten Bewohner, Christen und Juden der Neubau und sogar die Renovierung ihrer Gotteshäuser untersagt war, gab es häufiger dennoch die Genehmigung für solche Vorgänge und so bekam die Gemeinde auch im Jahr 1794 den Wiederaufbau der abgebrannten Synagoge bewilligt. Bald darauf stürzte das Gewölbe erneut ein, so dass man wieder um eine Reparatur bitten musste, die im Jahr 1813 bewilligt wurde und die man auch nutzte, um die Synagoge zu erhöhen. Dabei kam es bis zum Jahr 1821 auch zum Einbau der Gewölbe. Im Jahr 1909 wurde die Synagoge umfassend restauriert, wobei sie verputzt und mit einem neuen Dach versehen wurde. Zudem erhielt die Synagoge einen nördlichen Anbau für ein Treppenhaus und eine Konche, vermutlich zur Aufbewahrung der Thora, und eine Rosette an der Südseite. Kleinere Reparaturen erfolgten im Jahr 1924.
Jede größere Krise in Sarajevo führte dazu, dass Juden die Stadt verließen und sich an anderen Orten des Landes niederließen. Es kam später aber auch zu gegenläufigen Entwicklungen, bei denen Juden aus anderen Teilen des Landes nach Sarajevo umzogen. Bis zum Jahr 1941 wuchs die Zahl der Juden in Sarajevo so auf 11.400 an, wohingegen im Rest von Bosnien und Herzegowina lediglich 3.300 Juden wohnten. Dort teilten sich zumeist Sephardim und Aschkenasim ein Gotteshaus, zudem gab es in anderen Städten kein eigenes jüdisches Viertel, wohingegen Sarajevo darüber hinaus mehrere sephardische sowie eine große aschkenasische Synagoge besaß, die heute die letzte aktive Synagoge des Landes ist. Als Gebäude bestehen noch heute neben dem Stari Hram und dem Novi Hram zwei weitere sephardische Synagogen in der Stadt: der Templ (auch Il Kal Grande; heute ein Kulturzentrum) und die Bjelave-Synagoge (heute ein Wohnhaus).
Der Zweite Weltkrieg führte zur Eingliederung in den faschistischen NDH-Staat und somit zur systematischen Verfolgung der Juden, die anfangs beraubt und mit Berufsverboten belegt wurden. Später wurde ihre Bewegungsfreiheit eingeschränkt und schließlich wurden sie in großer Zahl in das KZ Jasenovac und dessen Außenlager – das KZ Stara Gradiška – deportiert und dort ermordet. Insgesamt 7.092 gelten als ermordet oder vermisst. Zudem starben hunderte als Partisanen. Nur wenigen hundert bosnischen Juden gelang die Flucht in die italienisch besetzten Gebiete, von wo aus sie allerdings nach der Kapitulation Italiens durch die Gestapo in Konzentrationslager wie Auschwitz, Bergen-Belsen und Sajmište deportiert und dort teilweise ermordet wurden. Nach dem Ende des Krieges zog es die wenigen rückkehrenden Juden des Landes mehrheitlich nach Sarajevo, welches dadurch die einzige Stadt mit mehr als zehn jüdischen Familien wurde. Dadurch lebten bald wieder tausende Juden in Sarajevo und in den Jahren von 1981 bis 1983 war mit Emerik Blum ein jüdischer Industrieller und Jasenovac-Überlebender Bürgermeister der Stadt.
Die alte Synagoge wurde in der faschistischen Zeit schwer verwüstet. Zudem diente sie zeitweise als Gefängnis, später auch als Lagerhaus. Die Umwidmung zum Museum erfolgte im Jahr 1966 anlässlich des 400. Jahrestages des ersten Nachweises von Juden in Sarajevo, wofür sie seit dem Jahr 1957 umgebaut wurde. Bis zum Beginn des Bosnienkrieges wuchs die jüdische Gemeinde von ca. 120 Menschen (1942) auf ca. 2000 an. Die jüdische Hilfsorganisation evakuierte etwa 1500 Juden aus Sarajevo, von denen nur wenige zurückkehrten. Heute leben in Sarajevo zirka 700 der 1000 Juden des Landes. Die Synagoge wurde aufgrund von Kriegsschäden erneut repariert.

## Baubeschreibung & Nutzung
Das Gebäude gehört heute als Muzej Jevreja (deutsch jüdisches Museum) zum Museum von Sarajevo, das sich auf sechs Standorte aufteilt, an denen verschiedene Aspekte präsentiert werden. Präsentiert werden Dokumente aus der Geschichte des Judentums in Bosnien und Herzegowina. Zudem werden hier die Nachlässe bekannter jüdischer Bürger – wie Isak Samokovlija – aufbewahrt. Zu den ausgestellten Gegenständen zählt auch ein jüdischer Grabstein. Die dem Platz zugewandte Seite wird durch Rundbogenfenster in den Obergeschossen geprägt, wohingegen die Fenster im Erdgeschoss rechteckig gestaltet sind. Insgesamt besitzt sie 26 Fenster und ein Portal. Das Innere des Alten Tempels ist in drei Schiffe unterteilt. Im Hauptschiff fand die Predigt statt, die Seitenschiffe waren zweistöckig, damit die Männer unten und die Frauen oben beten konnten. Der Tempel ist gewölbt, wobei der Hauptraum vier große Kuppeln bildet, wohingegen die Seitenschiffe vier kleinere Kuppeln haben. Der ummauerte Hof ist mit Kopfsteinpflaster versehen. Die Hofmauer weist Nischen an der Innenseite sowie Türen an der Nord-, Süd- und Westseite auf. Der Grundriss der Synagoge ist ein unregelmäßiges Rechteck, bei dem die Westseite 23,17 Meter, die Ostseite aber nur 20,87 Meter lang ist und bei dem sich auch die Länge der Südseite mit 10,87 Metern von den 11,62 Metern der Nordseite unterscheidet. Bis zum Dachfirst ist sie 12,17 Meter hoch. Die mit Steinplatten gepflasterten Böden des Hauptraums unterscheiden sich von den anderen Räumen dahingehend, dass diese Eichendielen aufweisen. Die Wandverputzung wies geometrische und stilisierte Pflanzenornamente sowie hebräische Inschriften auf. Rachel Wischnitzer sah in solchen Synagogen eine Mixtur aus Elementen der maurischen und der christlichen Architektur. Neben Südwesteuropa fanden sich ähnliche Synagogen auch bei Ausgrabungen in Palästina. Die religiöse Nutzung findet nur noch zu Rosch ha-Schana statt.

## Bedeutung
Die jüdische Gemeinde von Sarajevo gilt als die mit Abstand älteste und größte von Bosnien und Herzegowina und nahm hier ihren Anfang. Sie ist dadurch auch bei allen sephardischen Gemeinden des Landes Herkunftsort der Gründer. Nur an wenigen Orten der Welt gab es im Jahr 1941 mehr sephardische Juden als in Sarajevo, was neben der Religionsvielfalt (Islam, drei christliche und zwei jüdische Glaubensbekenntnisse) einer der Gründe dafür war, dass die Stadt als „europäisches Jerusalem“ bezeichnet wurde. Durch sein historisches Ambiente gilt der Innenraum als einer der schönsten Ausstellungsräume des Landes. Eine besondere Bedeutung erhielt auch die Aufbewahrung der Haggadah, die sich mittlerweile aber im Nationalmuseum befindet und die aus Spanien über Italien und Dubrovnik mitgebracht wurde. Im jüdischen Museum wird eine Kopie ausgestellt. Die Leser der Zeitschrift The Jewish Daily Forward stuften das Museum in einer Abstimmung als wichtigstes jüdisches Reiseziel weltweit ein. Das Bauwerk gilt als eines der wichtigsten jüdischen Denkmäler von Bosnien und Herzegowina sowie weltweit als seltenes Beispiel einer gut erhaltenen Synagoge des 16. Jahrhunderts.